# Frullania vanden-berghenii
Frullania vanden-berghenii là một loài rêu tản trong họ Jubulaceae. Loài này được Pocs miêu tả khoa học lần đầu tiên năm 1979.